# Gracixalus waza
Gracixalus waza es una especie de anfibio anuro de la familia Rhacophoridae.

## Distribución geográfica
Esta especie es endémica de la provincia de Cao Bằng en Vietnam. Se encuentra a 480 m sobre el nivel del mar. La localidad tipo es el bosque kárstico cerca de la aldea de Ban Coong (22 ° 43.216 ′ N, 106 ° 39.437 ′ E), Comuna de Duc Quang, distrito de Ha Lang, provincia de Cao Bang, Vietnam.

## Publicación original
- Nguyen, Le, Pham, Nguyen, Bonkowski & Ziegler, 2013 : A new species of Gracixalus (Amphibia: Anura: Rhacophoridae ) from northern Vietnam. Organisms Diversity and Evolution, vol. 13, p. 203-214.[3]